# Famille von Tillier
Ne doit pas être confondu avec Famille de Tillier.
La famille von Tillier est une famille patricienne bernoise. Elle est éteinte depuis 1854

## Histoire
La famille est bourgeoise de Berne depuis 1415. Johann Anton est anobli par Charles Quint.

## Possessions
La famille a possédé le château de Bümpliz et le domaine de Villette en Lavaux.

## Personnalités
- Johann Rudolph, membre du Petit Conseil de Berne, bailli de Cerlier et avoyer de Thoune.
  - Johann Anton, fils du précédent, membre du Grand Conseil de Berne en 1525, avoyer de Berthoud en 1529, gouverneur d'Aigle en 1533, membre du Petit Conseil en 1536, bailli d'Avenches en 1536, banneret de la corporation des Fourreurs en 1540, bailli de Lausanne en 1541, banneret en 1548, trésorier du Pays allemand en 1552 et maisonneur en 1560[2].
    - Johann Anton, également appelé Johann Anton, fils du précédent, membre du Grand Conseil de Berne en 1555, seizenier et avoyer de Berthoud en 1556, maisonneur en 1560, intendant de l'arsenal en 1564, 1570, 1575, 1577, 1578 et 1579, bailli du Pays de Gex entre 1562 et 1567, membre du Petit Conseil de 1568 à 1589, receveur du Böspfennig en 1576 et trésorier du Pays romand entre 1579 et 1589[3].
      - Johann Anton, fils du précédent, bailli de Lausanne[4].
- Abraham, bailli de Schenkenberg en 1663[5].
- Johann Rudolf, membre du Grand Conseil de Berne en 1651, receveur de l'ohmgeld en 1655, bailli d'Interlaken en 1657, avoyer de Thoune en 1674), membre du Petit Conseil de Berne en 1681 et trésorier du Pays allemand en 1687[6].
- Johann Anton, petit-fils de Johann Rudolph, est membre du Grand Conseil de Berne en 1710, membre du Petit Conseil et conseiller secret en 1714, banneret de la corporation des Fourreurs en 1717 et trésorier du Pays allemand en 1723[7].
- Samuel bailli d'Interlaken[8].

## Généalogie
- Samuel Abraham, ép. de Veronika Bickart
  - Abraham (1634-1704), ép. de Elisabeth Lerber

- Johann Anton
  - Johann Anton
    - Johann Anton
      - Johann Anton, ép. de Catharina von Wattenwyl

- Johann Rudolph
  - Johann Anton
    - Samuel (1677-1737), ép. de Elisabeth von Steiger
      - Samuel
        - Anton Ludwig (1750-1813)

    - Johann Anton (1675-1731), ép. de Salome von Muralt